# Кипріян (Казанджієв)
Кипріян (в миру Огнян Добринов Казанджієв, болг. Огнян Добринов Казанджиев; нар. 8 березня 1976, Казанлик) — архієрей Православної церкви Болгарії, митрополит Старо-Загорський.

## Біографія
Початкову, а також середню музичну освіту отримав в рідному місті.
1 вересня 1996 року в Рильському монастирі ігуменом обителі єпископом Драговітійським Іоанном був пострижений в чернецтво з ім'ям Кипріян. Його духівником став Старо-Загорський митрополит Панкратій.
8 вересня того ж року в місті Павел-Баня був висвячений у сан ієродиякона, а 14 вересня в Старо-Загорській Никольській церкві — у сан ієромонаха.
З жовтня 1996 до кінця грудня 1998 року виконував послух ефімерія в Казанликському Богородицькому монастирі, одночасно навчаючись в Софійській духовній семінарії Іоанна Рильського.
У кінці грудня 1998 року був прийнятий в клір Врачанської єпархії і призначений виконуючим обов'язки ігумена Торжіщенського монастиря святого Іллі Пророка на околиці села Струпець.
У 2000 призначений протосингелом Врачанської єпархії і регентом єпархіального хору святого Софронія Врачанского.
31 серпня 2003 року під час навчання на Богословському факультеті Софійського університету Климента Охридського, за рішенням Священного Синоду Болгарської Православної Церкви митрополит Врачанський Каллінік (Александров) звів ієромонаха Кипріяна в сан архімандрита.
З благословення митрополита Врачанского відвідував лекції і семінари з цивільного права на Юридичному факультеті Софійського університету Климента Охридського.
У лютому 2006 року за рішенням Священного Синоду Болгарської Церкви був призначений протосингелом Болгарської єпархії в США, Канаді та Австралії. За час перебування в США отримав мовну освіту в ALCC «American language» в Нью-Йорку.
1 серпня 2007 року рішенням Священного Синоду призначений протосингелом Врачанської єпархії, ігуменом Черепишського монастиря, головою церковного настоятельства кафедрального собору і регентом єпархіального хору.
3 березня 2008 року в кафедральному храмі святих Апостолів у Враці був висвячений в єпископа Траянопольського, вікарія Врачанської єпархії.
11 грудня 2016 року Священний синод Болгарскої православної церкви 8 голосами з 13 обрав його митрополитом Старо-Загорським; 5 членів Синоду утримались; інший кандидат, єпископ Яків (Тасев) не отримав жодного голосу.
14 грудня 2016 року через важку хворобу митрополита Врачанського Калинника (Александрова) був призначений в.о. керівника Врачанської єпархії. 26 грудня митрополит Калинник почив у Бозі, і 28 грудня Синод призначив митрополита Кипріяна намісником Врачанської кафедри, доручивши йому проведення виборів нового митрополита Врачанського в статутний тримісячний строк. Управляв кафедрою до 2 березня 2017 року, коли новим митрополитом Врачанським було обрано єпископа Браницького Григорія (Цветкова).